# Templo de Zeus (Priene)
El Templo de Zeus fue un antiguo templo griego dedicado a Zeus Olímpico en Priene, en Asia Occidental, actual Turquía.

## Historia
El Templo de Zeus fue construido a principios del período Helenístico, entre los años 300 y 200 a. C. Se supone que su arquitecto fue Piteo , ya que el edificio se parece mucho a su diseño para el Templo de Atenea en Priene. Poco se sabe de la historia posterior del templo de Zeus. Al principio del estudio, el edificio se interpretó erróneamente como el Asclepeion, o templo de Asclepio, debido a una inscripción hallada en las inmediaciones.

## Descripción
El templo y su santuario estaban situados en el lado este del ágora de Priene y conectados con sus edificios. El témenos que rodeaba el templo medía aproximadamente 30 × 29,7 m. Su entrada se encontraba en el lado oriental.
Era del estilo jónico y era, en muchos aspectos, una versión reducida del templo de Atenea. Su diseño era tetrástilo próstilo, es decir, tenía cuatro columnas delante. El templo medía aproximadamente 11,8 × 8,5 metros. El tamaño de la naos o cella de su parte interior era de unos 6 × 5,2 metros. No había opistodomos en la parte posterior del templo. En particular, los capiteles de las columnas del templo eran similares a los del templo de Atenea. El entablamento tenía un arquitrabe formado por tres fajas, pero carecía de friso. Las partes decorativas del templo se encuentran actualmente en el Museo de Pérgamo de Berlín.
El altar del templo estaba situado en su lado oriental. Su tamaño era de unos 4,8 × 3,6 m. El templo estaba rodeado de estoa o salas con columnas de estilo dórico.
También hay ruinas posteriores de una fortaleza y una iglesia bizantinas en el emplazamiento del santuario.